# جا دختران
جا دختران مربوط به دوران‌های تاریخی پس از اسلام است و در نیک‌شهر، جنوب شره واقع شده و این اثر در تاریخ ۱ اردیبهشت ۱۳۴۵ با شمارهٔ ثبت ۵۵۸ به‌عنوان یکی از آثار ملی ایران به ثبت رسیده است.